# Borovsk
Borovsk (en russe : Боровск) est une ville de l'oblast de Kalouga, en Russie, et le centre administratif du raïon de Borovsk. Sa population s'élevait à 11 916 habitants en 2013.

## Géographie
Borovsk est arrosée par la rivière Protva et se trouve à 76 km au nord de Kalouga et à 95 km au sud-ouest du centre de Moscou.

## Histoire
L'existence de Borovsk est connue depuis le XIIIe siècle. La localité dépendait alors de la principauté de Riazan. Au XIVe siècle, elle était la propriété de Vladimir de Serpoukhov, mais passa sous la souveraineté de la Moscovie lorsque sa petite-fille Maria de Borovsk épousa Vassily II.
En 1444, fut fondé près de Borovsk le célèbre monastère de Pafnoutiev. Ses solides murailles, ses tours et une vaste cathédrale ont survécu depuis le règne de Boris Godounov. Deux célèbres vieux-croyants, l'archiprêtre Avvakoum Petrovitch et Feodosia Morozova, furent incarcérés dans ce monastère au cours de la seconde moitié du XVIIe siècle.
Pendant la Seconde Guerre mondiale, Borovsk fut occupée par l'Allemagne nazie du 14 octobre 1941 au 4 janvier 1942. La ville subit d'importantes destructions durant cette période.

## Patrimoine
Parmi les monuments de Borovsk figurent la plus ancienne église en bois de la région (XVIIe siècle) et un musée consacré à Konstantin Tsiolkovsky, qui vécut et travailla à Borovsk comme enseignant en 1880–1891. Borovsk a récemment été reconnue pour les peintures des façades des immeubles du centre-ville, travail d'un peintre amateur local.

## Population
Recensements (*) ou estimations de la population.
| 1897* | 1926* | 1931  | 1959*  | 1970*  | 1979*  |
| ----- | ----- | ----- | ------ | ------ | ------ |
| 8 414 | 5 822 | 8 400 | 10 897 | 12 297 | 13 578 |

| 1989*  | 2002*  | 2010*  | 2012   | 2013   | 2014 |
| ------ | ------ | ------ | ------ | ------ | ---- |
| 13 405 | 11 917 | 12 283 | 12 124 | 11 916 | -    |